# Roselliniopsis ventosa
Roselliniopsis ventosa är en lavart som först beskrevs av Emil Rostrup, och fick sitt nu gällande namn av Alstrup 1994. Roselliniopsis ventosa ingår i släktet Roselliniopsis, klassen Sordariomycetes, divisionen sporsäcksvampar och riket svampar.  Arten är reproducerande i Sverige. Inga underarter finns listade i Catalogue of Life.